# Wish Wish
«Wish Wish» — песня, записанная американским продюсером DJ Khaled при участии рэперов Карди Би и 21 Savage, для его одиннадцатого студийного альбома Father of Asahd. Релиз песни состоялся 17 мая 2019 года вместе с альбомом.
Критики дали в основном положительные отзывы для песни.
Музыкальное видео было представлено 20 мая 2019 года вместе с рядом других видео с альбома.

## Чарты
| Чарт (2019)                           | Пиковая позиция |
| ------------------------------------- | --------------- |
| Австралия (ARIA)                      | 88              |
| Канада (Billboard Canadian Hot 100)   | 28              |
| Франция (SNEP)                        | 129             |
| Греция (IFPI)                         | 29              |
| Новая Зеландия (RMNZ Hot Singles)     | 14              |
| Швейцария (Schweizer Hitparade)       | 90              |
| Великобритания (OCC UK Singles)       | 81              |
| США (Billboard Hot 100)               | 19              |
| США (Billboard Hot R&B/Hip-Hop Songs) | 8               |
| США (Billboard Rhythmic)              | 18              |
| США (Rolling Stone Top 100)           | 88              |

## Сертификации и продажи
| Регион | Сертификация | Продажи |
| --- | ------------ | ------- |
| США (RIAA) | Золотой      | 500 000 |
| ^ Данные о тиражах приведены только на основе сертификации. · Данные о продажах + прослушиваниях приведены только на основе сертификации. |              |         |